# Вовчоцька сільська рада
| Вовчоцька сільська рада — колишній орган місцевого самоврядування у Немирівському районі Вінницької області з адміністративним центром у с. Вовчок. Сільській раді були підпорядковані населені пункти: - с. Вовчок - с. Довжок |

## Склад ради
Рада складалася з 16 депутатів та голови.

## Керівний склад сільської ради
| ПІБ                          | Основні відомості                                            | Дата обрання | Дата звільнення |
| ---------------------------- | ------------------------------------------------------------ | ------------ | --------------- |
| Кобринчук Микола Миколайович | Сільський голова, 1972 року народження, освіта, безпартійний | 26.03.2006   | 31.10.2010      |
| Кобринчук Микола Миколайович | Сільський голова, 1972 року народження, освіта вища          | 31.10.2010   |                 |

Примітка: таблиця складена за даними джерела